# Шаобин
Шаоби́н (燒餅), также называемая хоша́о (烧饼), — разновидность запечённых, пресных, слоёных лепешек из пшеничного теста в кухне Северного Китая. Шаобин может быть с начинкой или без неё, а также может быть посыпан сверху кунжутом. К числу традиционных начинок относятся анко — паста из красной фасоли, паста из чёрного кунжута, жареные бобы мунг с яйцом и тофу, тушеная либо копчёная говядина или свинина. Кроме того, шаобин служит основой для весьма популярного северокитайского кушанья — люйжоу хошао, известного на Западе как «ослиный бургер»: оно представляет собой разрезанную вдоль почти до конца булочку, набитую мелко нарезанной жареной ослятиной.
Шаобин не очень известен на юге Китая, в отличие от других северных блюд, таких как мантоу, баоцзы и ютяо. Наибольшей популярность шаобин пользуется на севере страны. Различные типы этих лепёшек часто связаны с определёнными городами и посёлками.
Шаобин — традиционный китайский завтрак. Шаобин с начинкой обычно едят с соевым молоком и чаем, в то время как «пустой» обычно едят с тушеными яйцами или мясным блюдом на завтрак. В традициях мандаринской кухни шаобин подается к хого — «огненному котлу», в котором самые различные продукты варятся в бульоне со специями.

## История
Китайские легенды утверждают, что жареный плоский шаобин был привезен из Сию (Западные регионы, название для Центральной Азии) генералом династии Хань Пан Чао, и что первоначально он был известен как хубин ("варварское печенье). Считается, что шаобин связан с персидским и среднеазиатским нааном и ближневосточной питой. Иностранные жители Запада производили и продавали кунжутные пирожные в Китае во времена династии Тан.

## Разновидности

### Хуанцяо Шаобин
Хуанцяо Шаобин (кунжутный пирог Хуанцяо ; упрощенный китайский : 黄桥 烧饼; пиньинь : Huángqiáo Shāob isng) является одним из видов шаобин. Изготавливается из муки, масла, кунжута и другого сырья. Он золотистого цвета и хрустящий снаружи. Традиционно он делается двух видов: сладкий и соленый. Обычно сладкий округлый, а соленый длинный и овальный.

### Чжоуцунь Шаобин
Чжоуцунь Шаобин (упрощенный китайский : 烧饼 烧饼;), — традиционная закуска в Цзыбо, провинция Шаньдун, Китай, созданная Го Юньлуном на основе подковообразного толстого блина. Его форма круглая и тонкая, как бумага. Передняя часть покрыта семенами кунжута; задняя пористая и хрустящая. Эта разновидность известна благодаря хрусту и способности долго сохранять свежесть.

### Магао
Магао (Чанчжоуский пирог с кунжутом; упрощенный китайский : 麻 糕; пиньинь : Chángzhōu Dàmágāo), один из видов шаобин, популярен в определённом городе — Чанчжоу в провинции Цзянсу . Кунжутный пирог круглый и овальный. Традиционные ароматы сладкие, соленые и пряные. У него тонкая золотистая корочка. Для приготовления этого пирога шеф-повар должен отобрать самое лучшее свиное сало, белую муку, очищенные семена кунжута, белый сахар, рафинированную соль и т. д. или другое рафинированное сырье; затем выпекать в традиционной бочковой печи.